# Arrhyton
Genre
Arrhyton est un genre de serpents de la famille des Dipsadidae.

## Répartition
Les espèces de ce genre sont endémiques de Cuba,

## Liste des espèces
Selon The Reptile Database (1er janvier 2022) :
- Arrhyton ainictum Schwartz & Garrido, 1981
- Arrhyton albicollum Díaz et al., 2021[4]
- Arrhyton dolichura Werner, 1909
- Arrhyton procerum Hedges & Garrido, 1992
- Arrhyton redimitum (Cope, 1863)
- Arrhyton supernum Hedges & Garrido, 1992
- Arrhyton taeniatum Günther, 1858
- Arrhyton tanyplectum Schwartz & Garrido, 1981
- Arrhyton vittatum (Gundlach, 1861)

## Publication originale
- Günther, 1858 : Catalogue of Colubrine Snakes in the Collection of the British Museum, London, p. 1-281 (texte intégral).